# Apocephalus setimargo
Apocephalus setimargo är en tvåvingeart som beskrevs av Borgmeier 1971. Apocephalus setimargo ingår i släktet Apocephalus och familjen puckelflugor. Inga underarter finns listade i Catalogue of Life.